# Famille de Faubournet de Montferrand
 (septembre 2017).
Si vous disposez d'ouvrages ou d'articles de référence ou si vous connaissez des sites web de qualité traitant du thème abordé ici, merci de compléter l'article en donnant les références utiles à sa vérifiabilité et en les liant à la section « Notes et références ».

Armes des Faubournet de Montferrand.

La famille de Faubournet de Montferrand fait partie des familles subsistantes de la noblesse française. 

## Histoire
Elle est originaire du département de la Gironde dans l'Entre-deux-Mers. Elle est connue depuis 1284 et 1291 et est établie dans le Périgord depuis plus de cinq cents ans.
Elle tient son nom de Faubournet d'un lieu-dit dans le village de Langoiran en Gironde et Montferrand d'une commune de l'arrondissement de Monpazier, Montferrand du Périgord.
La famille habite longtemps le nord du Périgord à côté d'Hautefort, à Sainte Orse. La famille de Faubournet de Montferrand s'établit par la suite par mariage au château de Montréal à Issac, dans le premier tiers du XVIIIe siècle, propriété qu'elle possède encore.
Les Montferrand ont leur sépulture dans le couvent des frères-prêcheurs de Belvès, dans le cimetière de Bergerac et dans la chapelle du château de Montréal.
La famille Faubournet de Montferrand est reçue aux honneurs de la cour en 1774 et 1783. 
Dans leur ascendance, il y a beaucoup de militaires, dont Raimond-Arnaud de Faubournet de Montferrand, cité dans une lettre du roi d'Angleterre, Édouard III, du 23 juin 1340.

## Personnalités
- Henri de Faubournet de Montferrand[1] (1850-1918), contre-amiral en 1908, commandeur de la Légion d'honneur
- Charles de Faubournet de Montferrand (1851-1929), inspecteur des finances, fondateur de la Banque centrale d'Haïti, directeur général de la compagnie d'assurances Union Vie
- Raoul de Faubournet de Montferrand (1904-1936), attaché d'ambassade
- Bernard de Faubournet de Montferrand (1945-), ambassadeur, commandeur de la légion d'Honneur.

## Généalogie
Charles de Faubournet de Montferrand (1851-1929), se marie le 10 juin 1891 avec Suzanne de Lestrade (1868-1938) dont il a comme enfants :
- Jean de Faubournet de Montferrand (1892-1916), mort pour la France
- Antonie Marie Sybille de Faubournet de Montferrand (1894-1978), épouse en 1917 Charles de Ghaisne de Bourmont (1883-1917) puis en 1939 Alain de la Cropte de Chanterac (1892-1952).
- Bertrand de Faubournet de Montferrand (1895-1975), épouse en 1922 Jeanne Roche de La Rigodière (1900-1986)

1. Françoise de Faubournet de Montferrand (1922-2010), épouse en 1945 Henri de Sauvan d’Aramon (1920-1972), d’où 5 enfants.
2. Jean de Faubournet de Montferrand (1924-2004)
3. Anne de Faubournet de Montferrand (1926-2016), épouse en 1948 Henri de Rolland de Blomac (1924-1999), d’où 4 enfants.
4. Aymeric de Faubournet de Montferrand (1927-1935)
5. Marie-Hélène de Faubournet de Montferrand (19XX-), épouse François de Truchis de Varenne, aviateur, qui se tue en avion, puis se remarie avec Louis de Lauriston Boubers.
6. Ghislaine de Faubournet de Montferrand (1943-2019), épouse Georges Le Sellier de Chezelles  (1910-1990), d’où 5 enfants.
7. Henry de Faubournet de Montferrand (1932-1992), épouse Antoinette de Hatvany en 1958, d'où est né un fils Aymeric (1959-1968).
8. Bernard de Faubournet de Montferrand (1945-), épouse Catherine Bellet de Tavernost (1947-) en 1975 dont :

Adrien de Faubournet de Montferrand (1976-), épouse en premières noces Alexandra Diez de Rivera (1978-)
Gaspard de Faubournet de Montferrand(2005-)
Félix de Faubournet de Montferrand (2008-)  Puis en secondes noces, Olivia Roussel
Raoul de Faubournet de Montferrand
Casimir de Faubournet de Montferrand
Raphaël de Faubournet de Montferrand (1977-) épouse Louma Salamé
Léonard de Faubournet de Montferrand
Pauline de Faubournet de Montferrand (1981-), épouse Adrien Labastire
Cosima Labastire
Louise Labastire
Maxime Labastire
- Guillaume de Faubournet de Montferrand (1897-1918), mort pour la France
- Xavier de Faubournet de Montferrand (1898-1992)

1. Guillaume de Faubournet de Montferrand (1927-+), épouse Roselyne de Saint Victor (1934-+)

Louis de Faubournet de Montferrand (1959-), épouse Chrystèle Guerrier de Dumast (1959-)
Xavier de Faubournet de Montferrand (1986-)
Camille de Faubournet de Montferrand (1988-)
Diego de Faubournet de Montferrand (1990-)
Dauphine de Faubournet de Montferrand (1992-)
Bruno de Faubournet de Montferrand (1995-)
Solange de Faubournet de Montferrand (2000)
Jeanne de Faubournet de Montferrand (1960-), épouse Hubert Lorne
François de Faubournet de Montferrand (1963-), épouse Claire Duclos
Ariane de Faubournet de Montferrand (1988-)
Charles de Faubournet de Montferrand (1990-)
Romane de Faubournet de Montferrand (1993-)
Théophile de Faubournet de Montferrand (1996-)
Colombe de Faubournet de Montferrand, née à Marseille le 28 août 1998
Philippe de Faubournet de Montferrand (1970-), épouse Marie Caroline Cuchet
Paul de Faubournet de Montferrand (2000-)
Marie de Faubournet de Montferrand (2002-)
Matthieu de Faubournet de Montferrand (1979-), épouse Romina Duarte
Guillaume de Faubournet de Montferrand (2007-)
Roxane de Faubournet de Montferrand (2009-)
Arthur de Faubournet de Montferrand (2011-)
- Adélaïde Marie Hélène de Faubournet de Montferrand (1901-1925)
- Raoul de Faubournet de Montferrand (1904-1936), épouse en 1933 Henriette de Rohan (1910-1992), sans postérité.

## Armes, titres
- Titre : marquis (titre de courtoisie)